# 东部高速铁路
东部高速铁路，全名为“东部-欧洲高速铁路”（法語：LGV Est européenne），通常简稱為東線，是法国的一条高速铁路，連接巴黎與東部城市斯特拉斯堡，它提供巴黎與法國東部、盧森堡、瑞士與德國幾個城市之間的快速服務。东部高速铁路第一期於2007年6月10日正式營運，二期则于2016年7月2日投入使用。包括法國高速列車在內的高速列車可以350公里的時速來運行，最初的營運速度則是320公里。

## 列車
由於路線可連接法德兩國，因此列車通常設有兩種或以上電力裝置。在此線上主要有TGV POS及ICE-3列車使用。

## 歷史
- 2002年1月28日：於Vaires至Baudrecourt之間的路段開工。
- 2007年4月3日：一輛TGV列車於此線駛出每小時574.8公里的輪軌高鐵最高速度。
- 2007年6月10日：此線正式開始商業營運。
- 2008年5月16日：德國ICE-MF列車因變壓器著火而首次於本線停站。
- 2010年6月：第二期路段正式開工。
- 2011年11月10日－2012年6月19日：薩韋爾恩隧道第一條管道開挖。[2]
- 2012年9月26日－2013年2月25日：薩韋爾恩隧道第二條管道開挖。[2]
- 2015年3月31日：路線第二期建設完成，路軌完成焊接。
- 2015年11月14日：第二期尚未開通之路段發生脫軌事故（英语：Eckwersheim derailment），造成嚴重傷亡[3]。
- 2016年7月3日：第二期投入运行。

## 車站
东部高速铁路正线上的車站：
- 香槟-阿登TGV站
- 默兹TGV站
- 洛林TGV站

## 外部連結
- （法文）High-speed rail lines site （页面存档备份，存于）
- （法文） LGV Est Tests and preparations
- （法文） Site for the grand opening on March 15
- （法文） Interior design proposal, Christian Lacroix's having been adopted